# سورد (کانزاس)
سورد (به انگلیسی: Seward) شهری در ایالت کانزاس کشور ایالات متحده آمریکا است که جمعیت آن در سرشماری سال ۲۰۱۰ میلادی، ۶۴ نفر بوده‌است.